# KYBB
KYBB eller B102.7 är en lokal kommersiell radiostation i Sioux Falls, South Dakota, USA. Stationen ägs av Results Radio, en lokal del av Cumulus Media.